# Cheyenne Silver
Cheyenne Silver, född som Cara Fawn Ballou 18 juli, 1978 i San Clemente, Kalifornien, är en amerikansk porrskådespelare och erotisk dansös.
Hon har medverkat i över 100 porrfilmer och började sin karriär 1997. Hon arbetar exklusivt för Vivid Entertainment.
Silver har också medverkat i icke-pornografiska shower, såsom The Howard Stern Show, The Man Show och Wild On!. Hon var Penthouse magazines Pet of the Month i december 2001. Hon har i nuläget lagt sin aktiva porrkarriär på hyllan för att medverka i vanlig film, och hon har kunnat få ett medlemskort i Screen Actors Guild.